# Rejon czornuchyński
Rejon czornuchyński – jednostka administracyjna w składzie obwodu połtawskiego Ukrainy.
Powstał w 1923. Ma powierzchnię 680 km² i liczy około 16 tysięcy mieszkańców. Siedzibą władz rejonu są Czornuchy.
W skład rejonu wchodzą 1 osiedlowa rada oraz 9 silskich rad, obejmujących 41 wsi.